# Arcachon

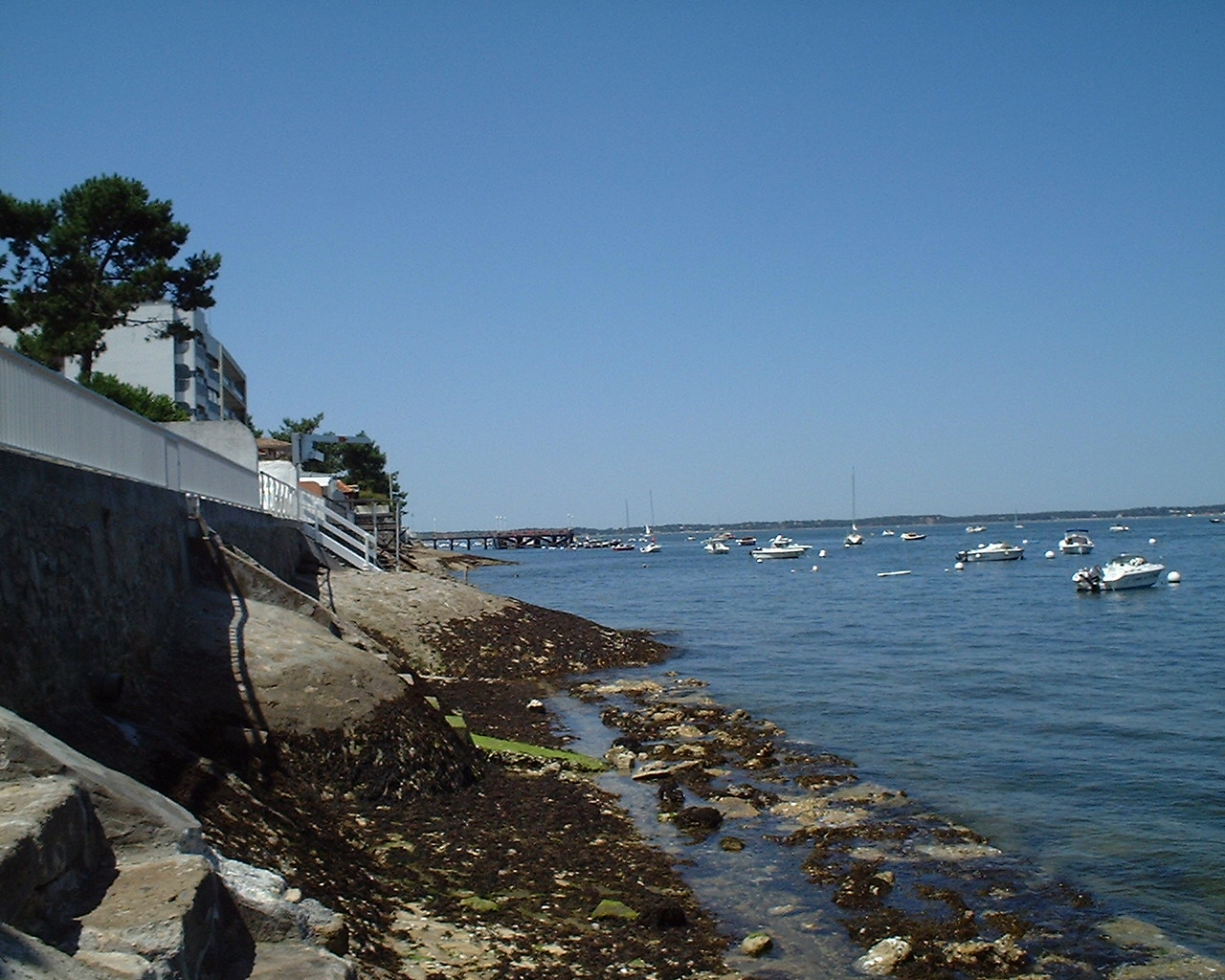
Arcachon e il suo bacino

Arcachon è un comune francese di 10 895 abitanti situato nel dipartimento della Gironda nella regione Nuova Aquitania.
Vi nacque il velista William Exshaw, olimpionico a Parigi 1900.

## Geografia fisica
Arcachon è una meta del turismo balneare francese, situata nel cuore del bosco delle Landes di Guascogna, nel Pays de Buch. Si affaccia sul bacino di Arcachon in prossimità dell'Oceano Atlantico, ed è adiacente alla Duna del Pyla, la duna più alta d'Europa.

## Storia
Prima ancora di diventare un comune (nella prima parte del XIX secolo) il sito era già apprezzato per la qualità del clima. Nel 1823, il marinaio François Legallais apre uno stabilimento balneare per persone agiate. Il destino di Arcachon si orienta subito verso quello di una città della salute, grazie anche alle terme della sorgente Sainte-Anne des Abatilles scoperta successivamente nel 1923.
La città è quindi dichiarata comune con un decreto imperiale il 2 maggio 1857.
Alphonse Lamarque de Plaisance è il primo sindaco di Arcachon.
I fratelli Emilio e Isacco Péreire, ricchissimi banchieri e proprietari della ferrovia tra Bordeaux e La Teste-de-Buch, decisero di prolungare la linea fino ad Arcachon con lo scopo di fare di questo luogo un polo commerciale. Il progetto non ebbe un grande successo economico, ma sviluppò il turismo estivo e termale.
Questa doppia vocazione è all'origine della divisione di Arcachon in due città: la città estiva lungo la baia, e la cosiddetta Città d'Inverno verso la duna. La città non ha mai smesso di arricchirsi di stabilimenti orientati al lusso e al divertimento, come il celebre Casinò sulla spiaggia costruito nel 1853, chiamato Château Deganne dal nome del costruttore. Ispirato dal castello di Boursault situato sulla riva della Marna, il suo stile era all'epoca molto all'avanguardia.
I costruttori della città furono egualmente ispirati dallo stile coloniale: un altro Casinò chiamato Casinò del bosco si ispirava all'Alhambra di Granada e alla moschea di Cordova. Fu distrutto da un incendio nel 1977.
Fra i personaggi celebri che hanno passato regolarmente le vacanze o abitato permanentemente ad Arcachon vi sono stati Henri de Toulouse-Lautrec e Gabriele D'Annunzio. A testimonianza dell'affezione che la lega ai due artisti, la città ha una via del Moulin Rouge, ed è gemellata con Pescara, città natale di D'Annunzio, e con Gardone Riviera, dove il Vate trascorse gli ultimi anni della sua vita.

## Monumenti e luoghi d'interesse
- la basilica di Nostra Signora, del XIX secolo
- il bacino di Arcachon è un bacino comunicante con l'Oceano Atlantico tramite una rientranza, su cui si affaccia la duna del Pyla
- l'Île aux oiseaux (Isola degli uccelli) è una piccola isola contenuta nel bacino
- il parco ornitologico del Teich, riserva naturale per numerose specie di uccelli migratori e stanziali, attrezzata anche per l'osservazione degli uccelli
- il lungomare e la relativa spiaggia
- La Città d'Inverno
- Fino al 1977, la città ospitava un Casinò Moresco progettato dall'architetto francese Paul Régnauld. L'edificio fu distrutto da un incendio per poi essere sostituito con l'odierno casinò della città.

## Società

### Evoluzione demografica
Abitanti censiti

## Economia

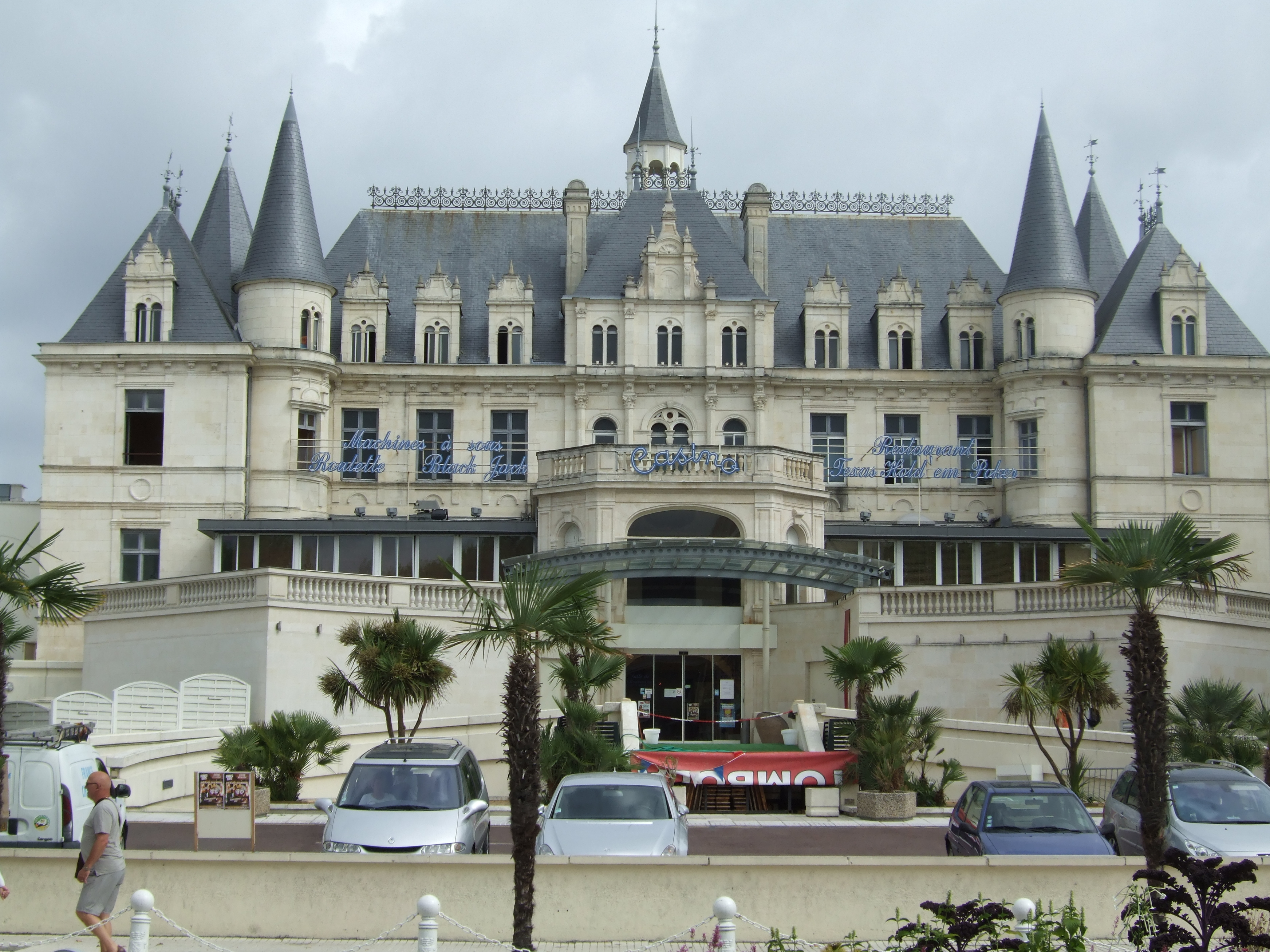
Il casinò di Arcachon

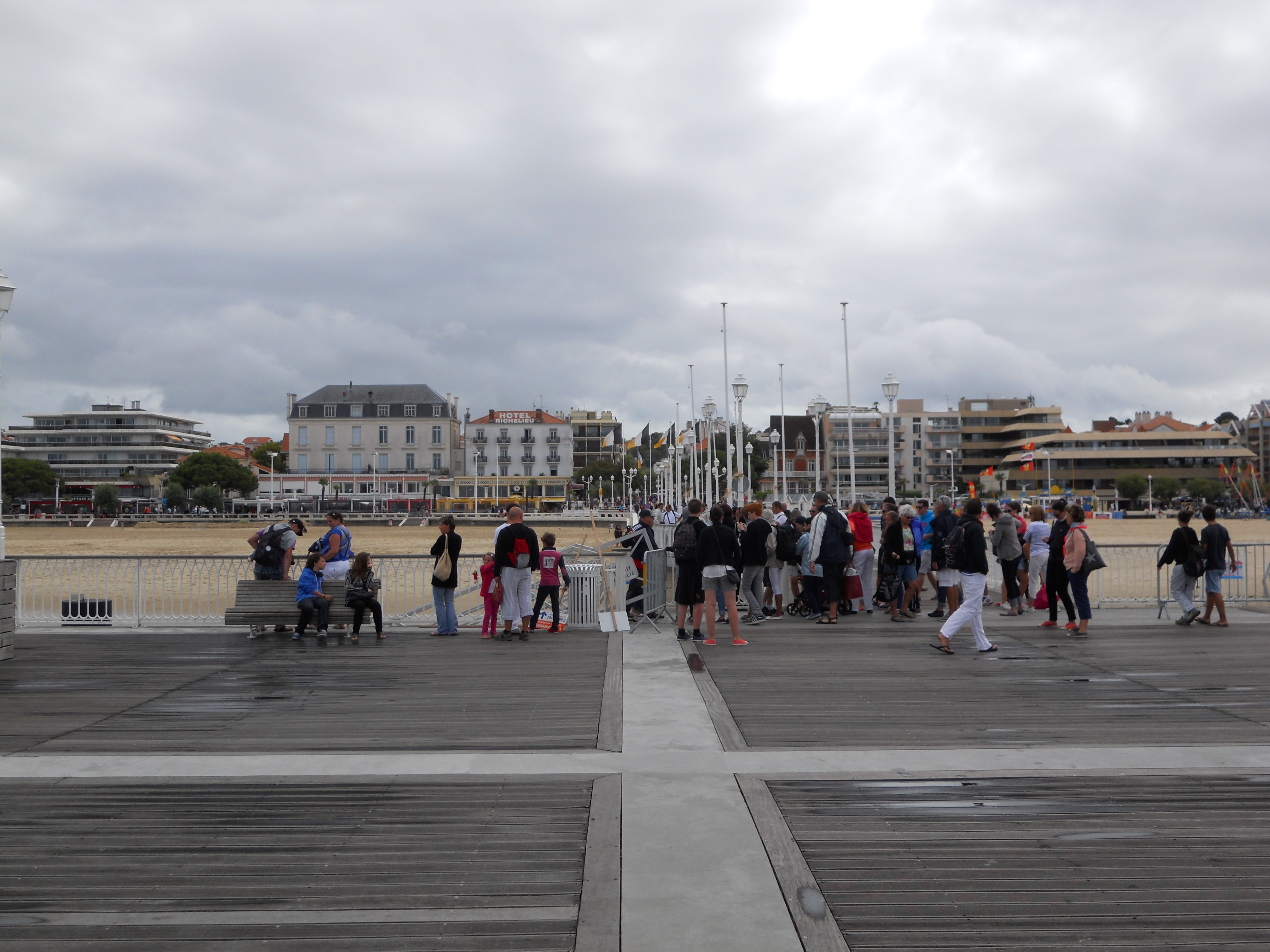
Un tratto del lungomare di Arcachon

L'economia di Arcachon e del suo bacino è principalmente organizzata intorno a due poli:
- l'ostricoltura
- il turismo e le attività balneari

## Amministrazione

### Gemellaggi
- Goslar, dal 1965
- Pescara, dal 1968
- Gardone Riviera, dal 1968
- Aveiro, dal 1993
- Amherst, dal 1998